# Ichthyomantie

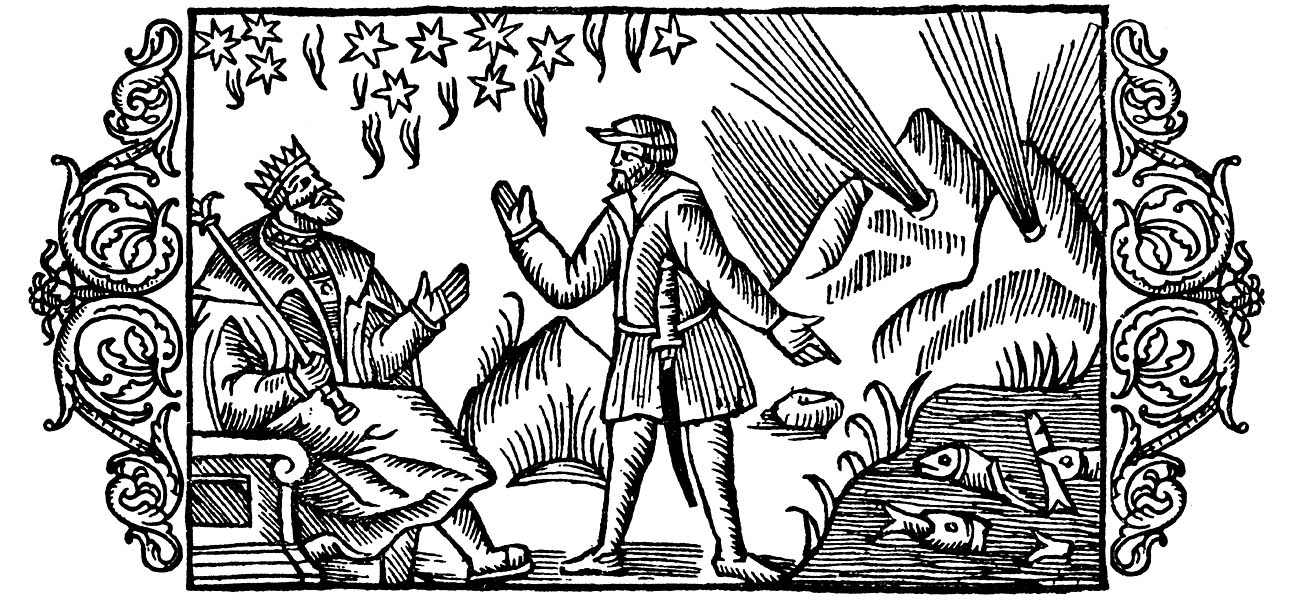
Darstellung der Ichthyomantie von Olaus Magnus (16. Jh.)

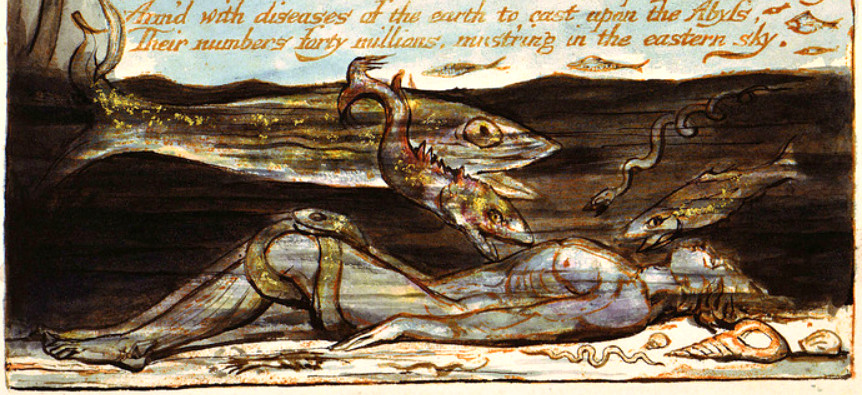
Das Meer als Ort von Unheil in der Kunst (William Blake, 1821)

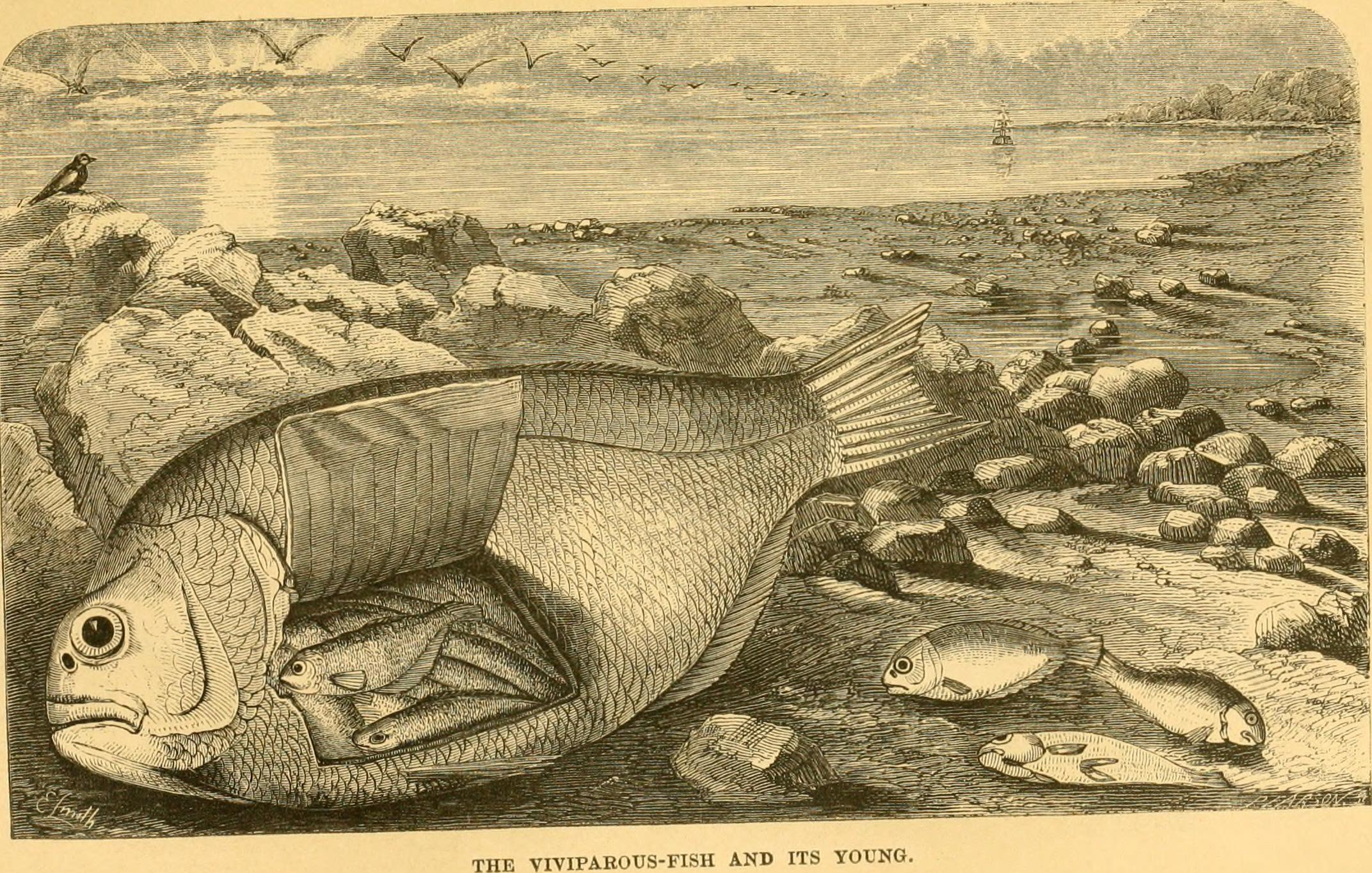
Darstellung des Fischinneren (19. Jh.)

Die Ichthyomantie (von griechisch: Ichthyo; deutsch: Fisch und griechisch: manteía; deutsch: Weissagung) ist eine Wahrsagerei mit Hilfe von toten und lebenden Fischen sowie Fischeingeweiden. Unter diesem Begriff versteht man Methoden zur Vorhersage aus der Interpretation des Verhaltens von Fischen, ihres Äußeren oder Inneren.

## Entwicklung der Ichthyomantie
Der Fisch bot sich durch seine „unsichtbare“ Lebensweise unter Wasser als ein besonderes Objekt zur Deutung und Erforschung der Zukunft an, aus der sich eine eigenständige Mantik entwickelte.  Bei der Beobachtung von springenden und plätschernden Fischen glaubten die Menschen an den Meeresküsten daran, dass sich ein Unwetter anbahne oder in naher Zukunft ein Familienmitglied sterben würde.
In der Antike wird von den heiligen Fischen zu Myra berichtet, die Priester fütterten ständig die Fische und diese kamen auf Zuruf an die Wasseroberfläche. „Wenn sie aber das Fleisch mit den Schwänzen auf die Erde werfen, als ob sie es verschmähten und für unrein erklärten, so glaubt man, dass dieses der Zorn Gottes sei …“ Von dieser Art der Ichthyomanie berichtet Polycharmes in den Lyciacis bei Athäneus und Artemidorus. Weitere Begebenheiten berichteten Plutarch und Aelian.
„Als beispielsweise 1587 an der norwegischen Küste ein Hering gefangen wurde, der seltsame Charaktere aufwies, hat sich eine Flut von Schriften damit befasst, die Vordeutung dieses Wunders zu ergründen. Allgemein glaubte man an eine Warnung Gottes, andere fassten es später als Ankündigung des Todes Friedrich II. oder des Untergangs der spanischen Armada auf, weitere verwiesen auf das Aufhören der blühenden Heringsfischerei“. Bereits der Prediger Bartholomäus Anhorn der Ältere (1566–1642) soll vom Hörensagen oder aus eigener Praxis darüber berichtet haben.
Später im 19. Jahrhundert las man aus den Eingeweiden einer besonderen Fischgattung die Zukunft. Aber nicht ausschließlich zur Wahrsagerei wurde der Fisch herangezogen, auch für die Wettervorhersage wurde er untersucht, so sagt eine alte Fischerregel: „Ist die Hechtleber, der Galle zu breit/vorn spitz. Nimmt harter Winter lange Zeit in Besitz“.